# Arachnodes grossepunctatus
Arachnodes grossepunctatus är en skalbaggsart som beskrevs av Renaud Maurice Adrien Paulian 1986. Arachnodes grossepunctatus ingår i släktet Arachnodes och familjen bladhorningar. Inga underarter finns listade.